# Харцизька міська рада
Харци́зька міська́ ра́да — орган місцевого самоврядування з адміністративним центром в місті обласного значення Харцизьку, а також адміністративно-територіальна одиниця у складі Донецької області.

## Адміністративний устрій
Харцизькій міськраді підпорядковується 3 міста (2 міські ради), 8 смт (2 селищні ради), 3 селища і 3 села, загалом 17 населених пунктів.
Харцизька міська рада — 114 105 осіб (за переписом 2001 року):
- місто Харцизьк — 64175 осіб
- Зугреська міська рада — 20 273 осіб
  - місто Зугрес (разом з мікрорайоном «Селище енергетиків») — 19 859 осіб
  - селище Миколаївка — 249 осіб
  - село Цупки — 65 осіб
  - селище Водобуд — 100 осіб
- Зуївська селищна рада — 3 668 осіб
  - смт Зуївка — 3668 осіб
- Троїцько-Харцизька селищна рада — 3 556 осіб
  - смт Троїцько-Харцизьк — 1181 осіб
  - смт Благодатне — 61 осіб
  - смт Покровка — 186 осіб
  - смт Шахтне — 1013 осіб
  - смт Широке — 1040 осіб
  - село Півче — 75 осіб
- смт Гірне — 3885 осіб
- селище Ведмеже — 165 осіб

## Населення
На 1 лютого 2014 чисельність наявного населення на території підпорядкованій міськраді становила 103 104 особи, з них міського 102 194 осіб, сільського 910 осіб.

## Склад ради
Рада складається з 44 депутатів та голови.
- Голова ради: Дубовий Валерій Володимирович
- Секретар ради: Колодій Ігор Леонідович

### Керівний склад попередніх скликань
| ПІБ                           | Основні відомості                                                       | Дата обрання | Дата звільнення |
| ----------------------------- | ----------------------------------------------------------------------- | ------------ | --------------- |
| Дубовий Валерій Володимирович | Міський голова, 1968 року народження, член Партії регіонів              | 26.03.2006   | 31.10.2010      |
| Дубовий Валерій Володимирович | Міський голова, 1968 року народження, освіта вища, член Партії регіонів | 31.10.2010   |                 |

Примітка: таблиця складена за даними джерела

### Депутати
За результатами місцевих виборів 2010 року депутатами ради стали:

#### За суб'єктами висування
| Суб'єкт висування                 | Кількість обраних депутатів | %   |
| --------------------------------- | --------------------------- | --- |
| Партія регіонів                   | 33                          | 75  |
| Політична партія «Сильна Україна» | 4                           | 9,1 |
| Комуністична партія України       | 3                           | 6,8 |
| Політична партія «Фронт Змін»     | 2                           | 4,5 |
| Партія «Руський блок»             | 1                           | 2,3 |
| Соціалістична партія України      | 1                           | 2,3 |

#### За округами
| № округу                          | Прізвище, ім'я, по батькові           | Дата визнання обраним | Освіта         | Партійна приналежність                  | Відомості про обраного депутата                                                                                     |
| --------------------------------- | ------------------------------------- | --------------------- | -------------- | --------------------------------------- | --- |
| Комуністична партія України       |                                       |                       |                |                                         | |
| б/м                               | Нестерюк Андрій Герасимович           | 03.11.2010            | Освіта вища    | член Комуністичної партії України       | Горком КПУ, 1-й секретар                                                                                            |
| б/м                               | Юдіна Валентина Іванівна              | 03.11.2010            | Освіта середня | член Комуністичної партії України       | ХКП «Харцизькміськводоканал», керівник очисних споруд                                                               |
| б/м                               | Давиденко Денис Юрійович              | 03.11.2010            | Освіта вища    | член Комуністичної партії України       | ХКП «Центр. Ринок», директор                                                                                        |
| Партія регіонів                   |                                       |                       |                |                                         | |
| б/м                               | Колодій Ігор Леонідович               | 03.11.2010            | Освіта вища    | член Партії регіонів                    | Харцизька міська рада, секретар                                                                                     |
| б/м                               | Щербина Віталій Миколайович           | 03.11.2010            | Освіта вища    | член Партії регіонів                    | ВАТ «Харцизький трубний завод», начальник управління з соціальних питань                                            |
| б/м                               | Лебейчук Володимир Дмитрович          | 03.11.2010            | Освіта вища    | член Партії регіонів                    | Структурна одиниця «Зуївська теплоелектростанція» ТОВ «Східенерго», директор                                        |
| б/м                               | Смоляков Олександр Арсентійович       | 03.11.2010            | Освіта вища    | член Партії регіонів                    | Приватне акціонерне товариство «Зуївський енергомеханічний завод», генеральний директор                             |
| б/м                               | Войцеховський Костянтин Володимирович | 03.11.2010            | Освіта вища    | член Партії регіонів                    | ВАТ «Харцизький трубний завод», директор з персоналу та соціальних питань                                           |
| б/м                               | Ярошенко Сергій Олександрович         | 03.11.2010            | Освіта вища    | член Партії регіонів                    | Структурна одиниця «Зуївська теплоелектростанція» ТОВ «Східенерго», керівник департаменту з перспективного розвитку |
| б/м                               | Стрельченко Василь Павлович           | 03.11.2010            | Освіта вища    | член Партії регіонів                    | Комунальне підприємство «Комуналсервіс», директор                                                                   |
| б/м                               | Мірошников Ігор Борисович             | 03.11.2010            | Освіта вища    | член Партії регіонів                    | ТОВ «Гудвілл — Брок», керуючий складом тимчасового зберігання                                                       |
| б/м                               | Ларіна Світлана Геннадіївна           | 03.11.2010            | Освіта вища    | член Партії регіонів                    | Харцизька школа мистецтв, директор                                                                                  |
| б/м                               | Батлук Людмила Леонідівна             | 03.11.2010            | Освіта вища    | член Партії регіонів                    | Іловайське будівельно-монтажне експлуатаційне управління, старший інспектор відділу кадрів                          |
| б/м                               | Захаров Анатолій Павлович             | 03.11.2010            | Освіта вища    | член Партії регіонів                    | Українсько-канадське спільне підприємство «Донбас-Ліберті» у формі ТОВ, директор технічний                          |
| б/м                               | Кузнецов Віктор Миколайович           | 03.11.2010            | Освіта вища    | член Партії регіонів                    | ВАТ «Харцизький трубний завод», майстер з ремонту обладнання                                                        |
| б/м                               | Терехов Олександр Володимирович       | 03.11.2010            | Освіта вища    | член Партії регіонів                    | Мале приватне виробниче-впроваджувальне підприємство «Гермес», директор                                             |
| б/м                               | Лемешко Ілля Володимирович            | 24.11.2010            | Освіта вища    | член Партії регіонів                    | ВАТ «Харцизький трубний завод», профспілковий комітет, завідувач відділу по роботі з молоддю та спортом             |
| 2                                 | Кулакова Алла Володимирівна           | 03.11.2010            | Освіта вища    | член Партії регіонів                    | пенсіонер |
| 3                                 | Андрєєв Євген Миколайович             | 03.11.2010            | Освіта вища    | член Партії регіонів                    | Харцизькі електричні мережі Харцизької міської ради ька лікарняо газопостач ВАТ «Донецькобленерго», директор        |
| 4                                 | Кравченко Сергій Анатолійович         | 03.11.2010            | Освіта вища    | член Партії регіонів                    | ТОВ «Ліберті Дом», головний технолог                                                                                |
| 6                                 | Брикін Юрій Васильович                | 03.11.2010            | Освіта вища    | член Партії регіонів                    | Харцизьке управління по газопостачанню і газифікації, начальник                                                     |
| 7                                 | Кочергіна Світлана Федорівна          | 03.11.2010            | Освіта вища    | член Партії регіонів                    | Харцизький різнопрофільний ліцей № 1, заступник директора                                                           |
| 9                                 | Бондарев Валерій Миколайович          | 03.11.2010            | Освіта вища    | член Партії регіонів                    | Профспілковий комітет ТОВ «Сілур», голова                                                                           |
| 10                                | Коровайний Сергій Федорович           | 03.11.2010            | Освіта вища    | член Партії регіонів                    | ЗАТ "Торговельний дім «Донбас-Ліберті», генеральний директор                                                        |
| 11                                | Солодовник Анатолій Петрович          | 03.11.2010            | Освіта вища    | член Партії регіонів                    | Харцизький різнопрофільний ліцей № 2, директор                                                                      |
| 12                                | Середенко Ігор Євгенович              | 03.11.2010            | Освіта вища    | член Партії регіонів                    | Харцизька центральна міська лікарня, заступник головного лікаря                                                     |
| 13                                | Бєлая Світлана Анатоліївна            | 03.11.2010            | Освіта вища    | член Партії регіонів                    | Харцизьке міське управління Пенсійного Фонду України, начальник                                                     |
| 14                                | Генерозова Олександра Іванівна        | 03.11.2010            | Освіта вища    | член Партії регіонів                    | підприємець |
| 15                                | Кармазин Григорій Григорович          | 03.11.2010            | Освіта вища    | член Партії регіонів                    | Міська лікарня № 2 м. Зугреса, педіатр                                                                              |
| 16                                | Балабан Володимир Іванович            | 03.11.2010            | Освіта вища    | член Партії регіонів                    | Міська лікарня № 2 м. Зугреса, головний лікар                                                                       |
| 17                                | Нетреба Віктор Анатолійович           | 03.11.2010            | Освіта вища    | член Партії регіонів                    | Зугреській ліцей № 2, директор                                                                                      |
| 18                                | Коваленко Володимир Володимирович     | 03.11.2010            | Освіта вища    | член Партії регіонів                    | Локомотивне депо Іловайськ, начальник                                                                               |
| 19                                | Непрелюк Віктор Григорович            | 03.11.2010            | Освіта вища    | член Партії регіонів                    | Іловайська вузлова лікарня, заступник головного лікаря                                                              |
| 20                                | Толстикова Олена Миколаївна           | 03.11.2010            | Освіта вища    | член Партії регіонів                    | загальноосвітня школа № 14 м. Іловайськ, директор                                                                   |
| 21                                | Ракитов Іван Миколайович              | 03.11.2010            | Освіта вища    | член Партії регіонів                    | пенсіонер |
| 22                                | Глазкова Олена Вікторівна             | 03.11.2010            | Освіта вища    | член Партії регіонів                    | Зуївське державне комунальне підприємство з благоустрою та обслуговування населення, директор                       |
| Партія «Руський блок»             |                                       |                       |                |                                         | |
| б/м                               | Третьяков Олександр Володимирович     | 03.11.2010            | Освіта вища    | член партії «Руський блок»              | Харцизька філія «Автопастранс» ЗАТ "Сурмс, директор                                                                 |
| Політична партія «Сильна Україна» |                                       |                       |                |                                         | |
| б/м                               | Козлов Василь Олексійович             | 03.11.2010            | Освіта вища    | член Політичної партії «Сильна Україна» | ПРАТ «ЗЕМЗ», помічник генерального директора з комерційних питань                                                   |
| б/м                               | Фірсов Олександр Олексійович          | 03.11.2010            | Освіта вища    | член Політичної партії «Сильна Україна» | приватний підприємець                                                                                               |
| 5                                 | Авдєєв Геннадій Хомич                 | 03.11.2010            | Освіта вища    | член Політичної партії «Сильна Україна» | загальноосвітня школа № 5, директор                                                                                 |
| 8                                 | Гапон Василь Семенович                | 03.11.2010            | Освіта вища    | член Політичної партії «Сильна Україна» | Харцизька центральна міська лікарня, головний лікар                                                                 |
| Політична партія «Фронт Змін»     |                                       |                       |                |                                         | |
| б/м                               | Ігнатенко Анатолій Вікторович         | 03.11.2010            | Освіта вища    | член Політичної партії «Фронт Змін»     | приватний підприємець                                                                                               |
| б/м                               | Паршаков Олександр Васильович         | 03.11.2010            | Освіта вища    | член Політичної партії «Фронт Змін»     | тимчасово не працює                                                                                                 |
| Соціалістична партія України      |                                       |                       |                |                                         | |
| 1                                 | Чендєв Ігор Петрович                  | 03.11.2010            | Освіта вища    | позапартійний                           | ФО — підприємець |

## Населення
За даними перепису 2001 року населення Харцизької міської ради становило 63672 особи, з них 16,08 % зазначили рідною мову українську, 82,97 %— російську, 0,16 %— циганську, 0,1 %— білоруську, 0,09 %— вірменську, 0,02 %— молдовську, 0,01 %— болгарську, грецьку та німецьку, а також єврейську, польську, румунську та гагаузьку мови.